# Walzer (Beruf)
Walzer ist die Berufsbezeichnung eines Arbeiters in der metallerzeugenden Industrie.
Ein Walzer ist der Bediener einer Walzstraße, in der Brammen zu Blechen oder Rohstrangknüppel zu Stabmaterial oder Profilen wie Schienen oder Trägern umgeformt werden. Dabei sind die Walzgerüste bei Abmessungswechseln umzubauen, einzustellen und während des Walzens wegen des Verschleißes nachzujustieren.

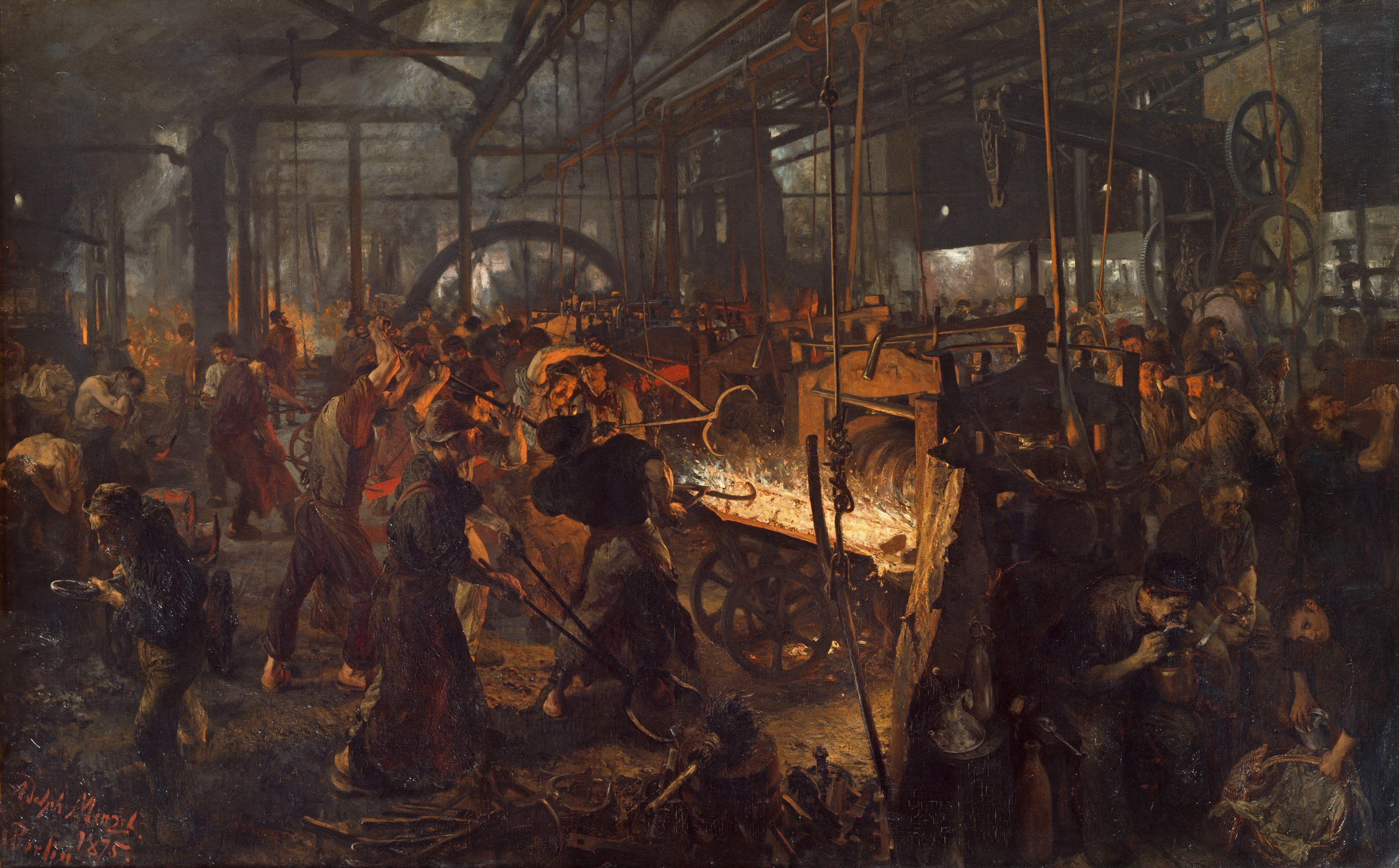
Eisenwalzwerk, 1872–75, gemalt von Adolph Menzel

## Historisch
Ehemals bestand die Aufgabe des Walzwerksarbeiters darin, während des Walzens an Stabstahlstraßen die Walzknüppel mit einer schweren Zange zu wenden, um ihn so wieder an einem Triogerüst in das Kaliber für den nächsten Stich rückwärts einzuführen. Typische Berufsbekleidung für den Walzer war ein Lederschurz, stabile Lederstiefel mit besonders dicker Sohle und die Kopfbedeckung, die Schutz gegen die hohe Wärmeeinwirkung boten. Die unterschiedlichen Berufsgruppen der stahlverarbeitenden Industrie wurden seinerzeit u. a. auch von dem Berliner Bildhauer Gerhard Janensch in Form von Skulpturen in anschaulicher Weise dargestellt.